# St.-Michael-Apotheke (Dirmstein)
Die St.-Michael-Apotheke in der rheinland-pfälzischen Ortsgemeinde Dirmstein ist ein denkmalgeschütztes Fachwerkgebäude, das im frühen 18. Jahrhundert errichtet wurde.

## Geographische Lage
Die Apotheke steht im Dirmsteiner Oberdorf, dem heutigen Ortszentrum, auf einer Höhe von 102 m ü. NHN gegenüber der Laurentiuskirche, wo Marktstraße (Postanschrift, aber kein Eingang), Mitteltor und Affenstein aufeinandertreffen. Benachbart sind weitere historische Anwesen, z. B. Spitalhof, Altes Rathaus, Haus Marktstraße 1.

## Gebäude

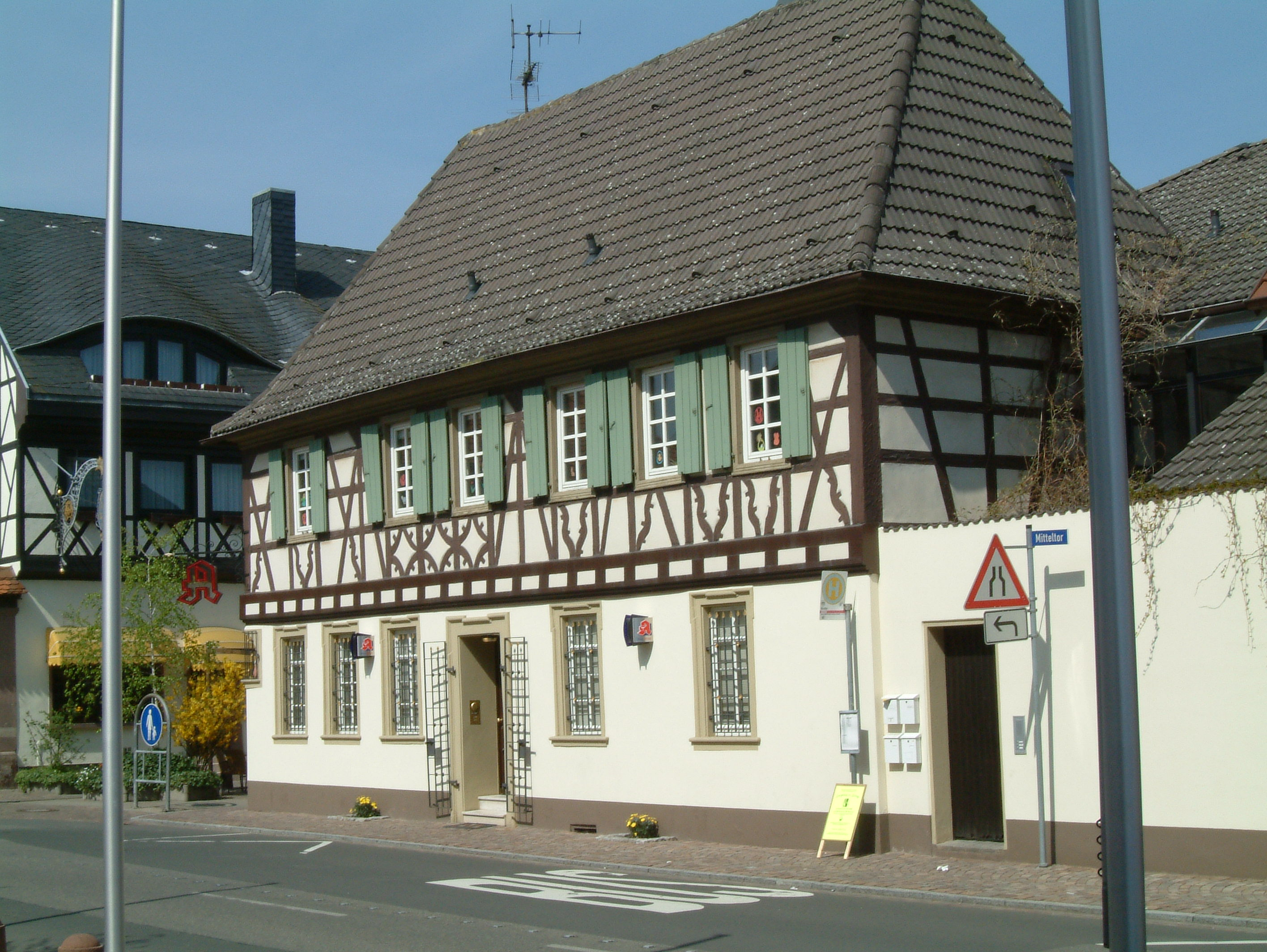
Vorderfront; hinten links Mündung der Marktstraße
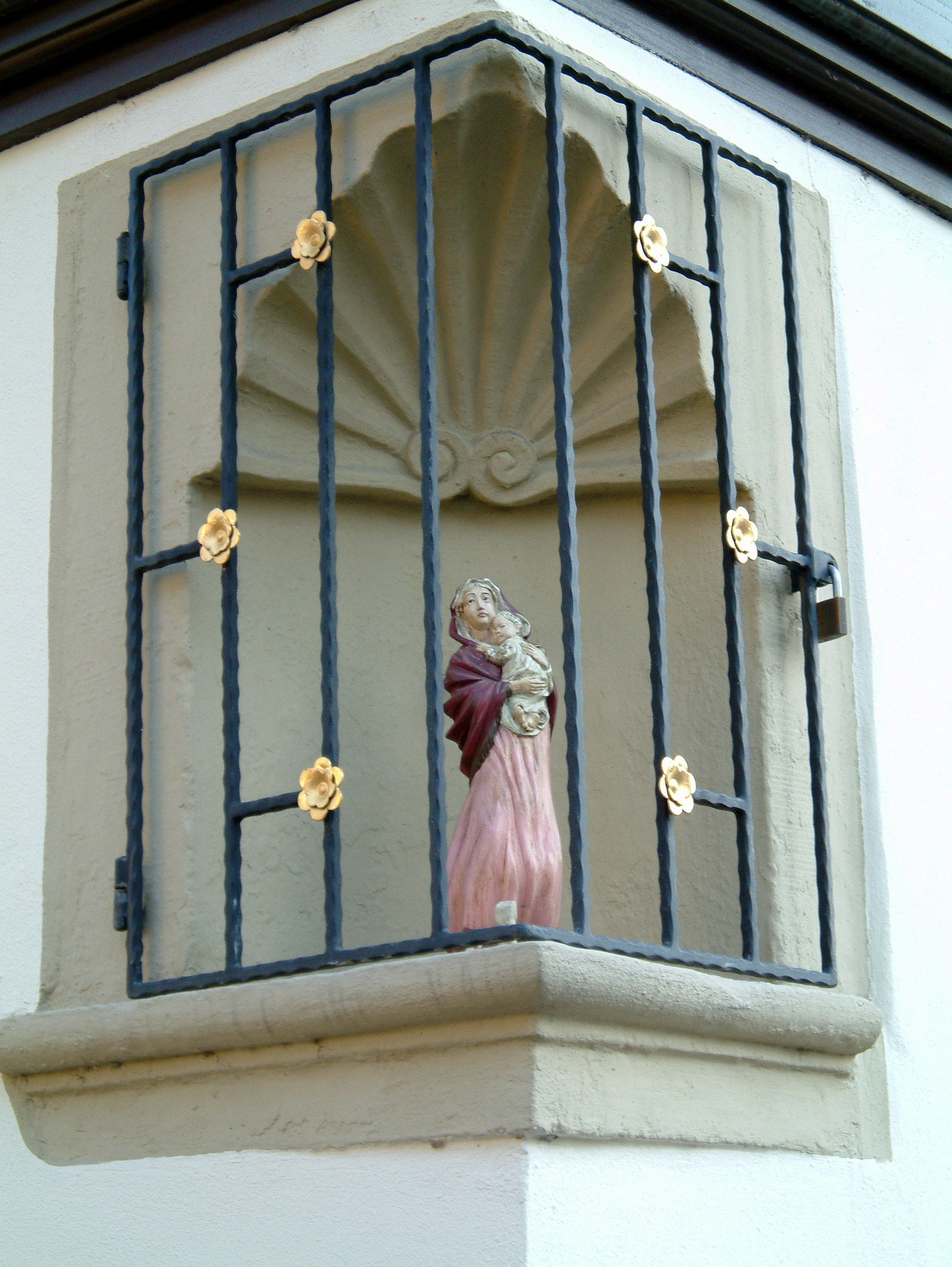
Muschelnische mit Replikat der Madonna
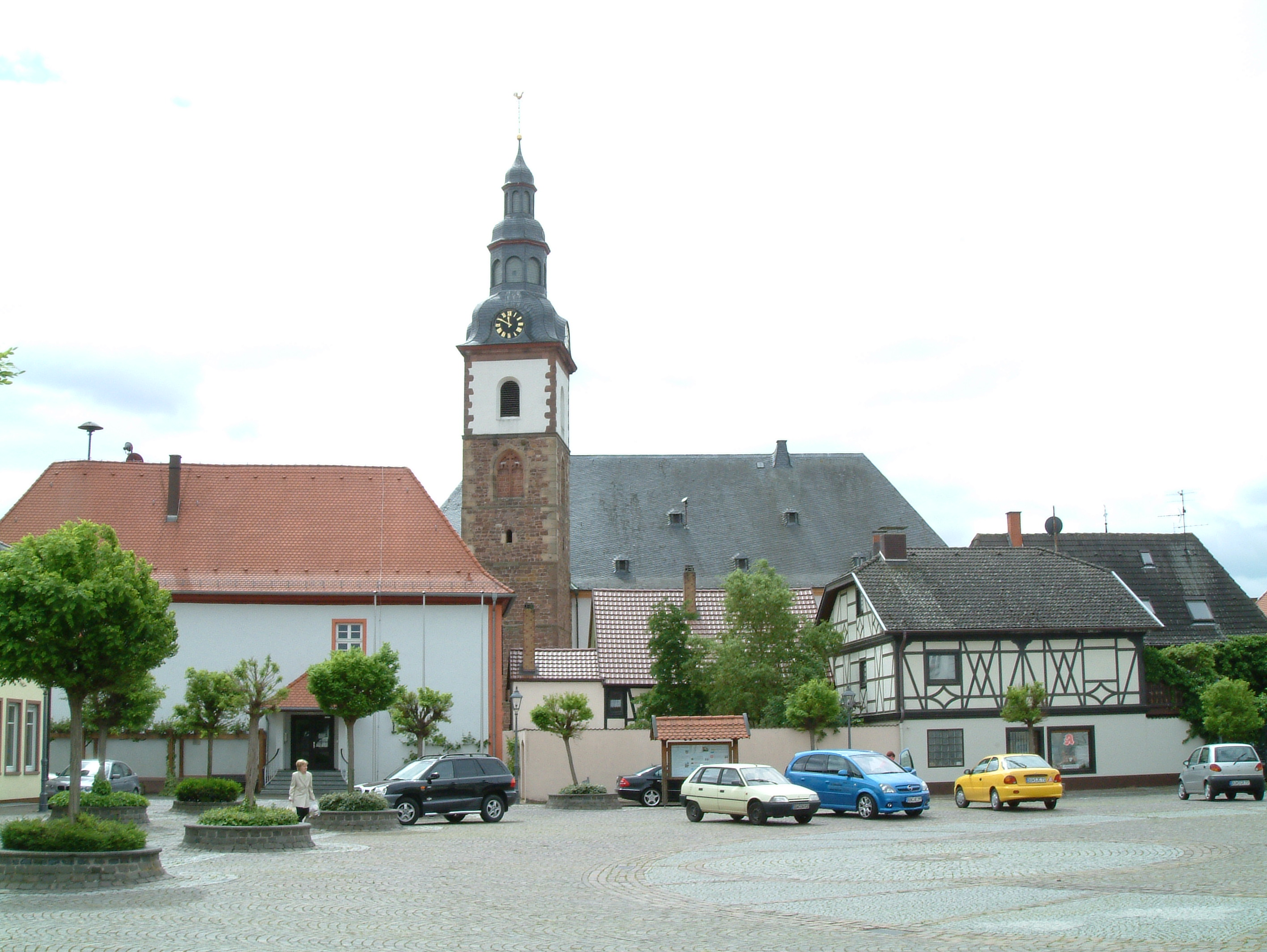
Rechts mit Fachwerk: Rückgebäude der Apotheke

Das Eckhaus besteht aus zwei Vollgeschossen, der Dachboden unter dem Walmdach wird nicht genutzt. Im Erdgeschoss wird die Apotheke betrieben, das Obergeschoss dient Wohnzwecken.
Der quaderförmige Bau erstreckt sich in West-Ost-Richtung mit der Hauptfassade und dem Eingang nach Süden, während auf der Rückseite diverse Funktionsbauten vorgelagert sind, die den südwestlichen Abschluss des Schlossplatzes bilden. Die nach Westen zur Marktstraße hin gelegene Giebelmauer setzt sich in der hohen Umfriedungsmauer des Schlossplatzes fort, die vom Michelstor des Sturmfederschen Schlosses durchbrochen wird.
Das gemauerte Untergeschoss ist gelblich verputzt, das Obergeschoss besteht aus dunkelbraunem Fachwerk mit Ausfachungen in Beige. Sichtbare Sandsteinkanten, z. B. an den Fensterlaibungen, sind grau gestrichen. Die hohen Rechteckfenster besitzen im Obergeschoss grüne Holz-Klappläden.
Eine Muschelnische in der Südwestecke birgt eine Marienfigur. Es handelt sich um ein aus Holz geschnitztes Replikat des Sandstein-Originals, das unter Denkmalschutz steht und im benachbarten Hotel Café Kempf installiert ist.

## Baugeschichte
Der Vorgängerbau wurde 1535 am Übergang vom Spätmittelalter zur Neuzeit errichtet, sein Aussehen ist nicht bekannt. Er enthielt den sogenannten Rittersaal, in dem die Ortsadeligen, die eine Ganerbschaft bildeten, ihre Zusammenkünfte abhielten. Dieses Gebäude wurde 1689 zerstört, als im Pfälzischen Erbfolgekrieg französische Truppen ganz Dirmstein niederbrannten.
Das neue Haus wurde am Anfang des 18. Jahrhunderts erbaut. Seine damalige Zweckbestimmung ist nicht bekannt. Von 1908 bis vermutlich zum Ende des Zweiten Weltkriegs diente es als Gaststätte; Wirte waren Johannes Magin und Wilhelm Rübsaamen. Seit den 1950er Jahren wird im Erdgeschoss die Apotheke betrieben; im Obergeschoss befindet sich eine Wohnung.